# Conjuncție
În gramatică, conjuncția este un cuvânt sau un grup de cuvinte care leagă între ele două tipuri de entități: în cadrul propoziției – unități sintactice cu aceeași funcție și același rang sintactic, coordonate între ele, iar în cadrul frazei – propoziții cu aceeași funcție sau cu funcții diferite, în acest din urmă caz, una fiind subordonată celeilalte. Conjuncția mai poate conecta și o parte de propoziție cu o propoziție: Plecăm la munte sau unde vrei tu.
În mod excepțional, unele conjuncții pot apărea în propoziții principale exclamative, fără rol de conectare: De-ar veni mai repede vara!, Că bine zici!. Asemenea cuvinte sunt considerate de Grevisse și Goosse 2007 ca făcând parte dintr-o clasă aparte, cea a introducătoarelor, printre care sunt si „de, dacă” în propoziție exclamativă (fr  Si Jeanne pouvait réussir ! „De-ar putea reuși Jeanne!”), si în propoziție interogativă care exprimă o sugestie (Si on allait manger un morceau ? „Dac-am merge să mâncăm ceva?”), sau que „să” în propoziție imperativă ce exprimă un ordin pentru persoana a III-a (Que tout le monde sorte ! „Să iasă toată lumea!”) ori o urare: Que votre souhait se réalise ! „Să vi se îndeplinească dorința!”.
Conjuncția se caracterizează prin lipsa unui conținut noțional (datorită abstractizării și gramaticalizării ei), prin lipsa flexiunii și a funcțiilor sintactice, prin conținut semantic foarte abstract și insuficient. Acest conținut poate fi modal, conjuncțiile exprimând relații precum cauză-efect, opoziție, comparație etc. În gramatica tradițională, conjuncția este considerată o parte de vorbire, dar, din cauza caracteristicilor sale, în unele concepții actuale este privită numai ca un istrument gramatical.
Ca element conectiv, conjuncția se deosebește, pe de o parte, de prepoziție (în unele limbi postpoziție), care leagă între ele o parte de propoziție de altă parte de propoziție subordonată primei; pe de altă parte, de pronumele relativ și de adverbul relativ, care leagă între ele propoziții, având și funcție sintactică în propozițiile din care fac parte.

## Originea conjuncțiilor și felurile lor după formă
Există în primul rând conjuncții primare, în general moștenite, în limba română că, dar, iar, nici, ori, sau, să, și. În mod excepțional pot fi și împrumutate, în română or, din franceză. Ca formă, acestea sunt conjuncții simple, formate dintr-un singur cuvânt. Alte conjuncții sunt formate pe terenul limbii în cauză. Unul din procedele prin care apar este compunerea. Unii autori le consideră simple, dacă elementele lor sunt sudate într-un singur cuvânt, fie că acestea mai există și ca cuvinte aparte (deși, încât), fie că nu: deoarece, precum. În această accepție ar fi compuse numai conjuncțiile formate din cuvinte aparte: două conjuncții simple, fie și despărțite între ele de alte cuvinte, ex. încât să, ca (...) să, sau un adverb relativ și o conjuncție: cum că. Pentru alți autori sunt conjuncții compuse și cele formate din elemente sudate.
Statutul cuvântului să este controversat. După Bărbuță 2000 ar fi o fostă conjuncție, nemaiavând acest statut, ci cel de marcă a modului conjunctiv, în care caz, combinațiile dintre o conjuncție și să (ca să, de să, ci să, nici să, ori să) nu ar fi conjuncții compuse. În opinia altor autori, să este conjuncție și, prin urmare, aceste combinații ar fi conjuncții compuse.
În gramatici ale limbii franceze se numără printre conjuncțiile simple et „și”, ou „sau”, mais „dar”, comme „cum”, que „că, să”, si „dacă”. Conjuncții compuse sunt considerate cele din elemente sudate într-un singur cuvânt, ex. quoique „deși”.
În gramatici ale diasistemului slav de centru-sud, conjuncții simple sunt hr  ako „dacă”, ali „dar”, da „că, să”, dakle „deci”, ili „sau”, jer „căci” etc. Compuse sunt socotite numai cele din elemente suficient sudate între ele ca să fie scrise într-un cuvânt: iako „deși”, iliti „sau”, mada „deși”, premda „cu toate că” etc.
În gramatici ale limbii maghiare sunt prezentate drept conjuncții primare cele mai vechi din limbă: és „și”, de „dar”, meg „iar”, hogy „că, să”, mint „decât, ca”, mert „căci”, ha „dacă”. Acestea sunt totodată și conjuncții simple. Toate conjuncțiile compuse sunt din elemente sudate între ele și scrise într-un cuvânt: din două conjuncții (merthogy „pentru că”, mintha „parcă”), dintr-o conjuncție și un cuvânt negativ (hanem „ci”), dintr-o conjuncție și o particulă (nemcsak „nu numai”), din elementele unei sintagme (azután „după aceea”, egyrészt „pe de o parte”) din cuvintele unei propoziții (tudniillik „deoarece” literal „se cuvine a ști”).
Unele cuvinte devin conjuncții prin conversiune din alte părți de vorbire. Exemple:
- ro [13]:
  - din adverb: Cum însera, înhăma căluțul ... (Eusebiu Camilar);
  - din prepoziție: ... și a rămas în loc până au pierit în zarea despre miazăzi (Ioan Alexandru Brătescu-Voinești);
  - din verb: Mergem fie la teatru, fie la operă[14];
- fr  din verb: J’irai en vacances, soit en Suisse, soit en Savoie „Voi merge în concediu, fie în Elveția, fie în Savoia”[10];
- en  din prepoziție: He gave it to me before he left „Mi l-a dat / Mi-a dat-o înainte de a pleca”[15];
- sr  din adverb: On nije došao na odmor, već da radi „El n-a venit la odihnă, ci să lucreze”[16];
- hu :
  - din verb la gerunziu: Tudta, illetve úgy látszott, mintha tudta volna „Știa, adică părea că știe”[17];
  - din interjecție: Megtenném, de nem lehet „Aș face asta, dar nu se poate”[18].

În unele gramatici se iau în seamă și locuțiuni conjuncționale, socotite, în gramatici românești, a fi alcătuite din cuvinte autosemantice (adverbe, verbe, adjective, pronume, substantive, cu sau fără prepoziții) și, de regulă, conjuncții propriu-zise: în timp ce, dat fiind că, prin urmare, numai că, cât și, precum și, așa că, din cauză că, în caz că, sub motiv că etc.
În gramatici franceze sunt considerate locuțiuni conjuncționale toate grupurile cu rol de conjuncție formate din cuvinte separate: fr  bien que „cu toate că”, parce que „pentru că”.
În gramaticile diasistemului slav de centru-sud sunt de asemenea considerate locuțiuni conjuncționale cele formate din două sau mai multe cuvinte separate, inclusiv numai din conjuncții simple: sr  nego da „decât să”, makar da „măcar că”; hr  budući da „dat fiind că”, zbog toga što „din cauză că”.
Gramaticile unei limbi ca maghiara nu iau în seamă locuțiuni conjuncționale.
Unele conjuncții se folosesc repetat, formând de obicei perechi: Beau și bere, și vin, Beau sau/ori bere, sau/ori vin, Nici nu mă duc la școală, nici nu stau acasă!, Cum a intrat, cum a văzut-o, Tot mă amânai ba azi, ba mâine (Mihai Eminescu).

## Felurile conjuncțiilor după rol

### Conjuncții coordonatoare
Acest tip de conjuncții leagă între ele părți de propoziție sau propoziții cu aceeași funcție sintactică, stabilind între ele raporturi logice. Corespunzător acestor raporturi există mai multe tipuri de conjuncții.
Conjuncțiile copulative (și, iar, nici etc.) indică asocierea de obiecte, de acțiuni, de calități: Dan și Maria petrec Crăciunul cu familia anul acesta, Dan îmbodobește pomul, iar Maria gătește.
Conjuncțiile disjunctive (sau, ori, fie etc.) exprimă ideea de excludere reciprocă a obiectelor, calităților, acțiunilor: Bei bere sau vin?, Nici nu mă duc la școală, nici nu stau acasă.
Conjuncțiile adversative (dar, iar, însă, ci) leagă entități între care, din punct de vedere semantic, se stabilesc raporturi de opoziție: Vin nu mâine, ci poimâne, Eu îmi petrec Crăciunul în Carolina de Nord, însă aș fi vrut să mă duc în România.
Conjuncțiile conclusive (așadar, deci) leagă între ele entități dintre care una exprimă urmarea, concluzia ce decurge din cealaltă: E vreme frumoasă, așadar vom face o excursie.
Unele conjuncții coordonatoare se folosesc în corelație cu un adverb asociat cu entitatea de care leagă altă entitate: E nu numai drăguță, ci și inteligentă, Nu numai că vorbește, dar și scrie românește. Unii autori consideră împreună ansamblul format din elementele din cele două entități, numindu-l „conjuncție corelativă” (cu litere aldine în exemple).

### Conjuncții subordonatoare
Aceste conjuncții leagă între ele numai propoziții. Se împart în două subclase. Cele necircumstanțiale leagă de propoziția regentă propoziții subordonate numite tot necircumstanțiale: subiective, predicative, predicative suplimentare, completive (că, cum, să, dacă): E clar că nu știe, Orașul este cum îl știi, L-a făcut să înțeleagă, Întreabă dacă vine .
Cealaltă subclasă este a conjuncțiilor circumstanțiale. Ele leagă de regentă propoziții circumstanțiale, contribuind la exprimarea circumstanței: timp (până ce), mod (fără să), cauză (fiindcă), scop (ca să), consecință (încât), concesie (deși), condiție (dacă) etc.
Există și conjuncții subordonatoare care se folosesc în corelație cu un adverb din regentă: A băut atât de mult, încât s-a îmbătat (consecință), Deși e frig, totuși mă simt bine (concesie).

## Locul conjuncțiilor
În general, conjuncția folosită singură stă între cele două entități pe care le conectează. În cazul conjuncției folosite în pereche, prima ocurență a ei este înaintea primei entități, iar a două – între cele două. Între părți de propoziție, aceasta este regula. Între propoziții, conjuncția folosită singură sau cea repetată este primul cuvânt din propoziția pe care o leagă de altă propoziție, fie că propoziția ce conține conjuncția este postpusă celeilalte sau antepusă acesteia. Sunt totuși și excepții. În română, conjuncțiile conclusive pot ocupa și alt loc, în interiorul propoziției: E vreme frumoasă, vom face așadar o excursie. Conjuncția adversativă însă poate fi de asemenea în interiorul propoziției: De-abia înserase, ulițele erau însă pustii (Costache Negruzzi).
În limba franceză, conjuncția corespunzătoare lui „așadar” și „deci” poate de asemenea fi în interiorul propoziției: Le 14 Juillet est un vendredi, il y aura donc un week-end de trois jours „14 Iulie cade într-o vineri, va fi deci un week-end de trei zile”.
În maghiară pot avea alt loc decât primul mai multe tipuri de conjuncții coordonatoare: A töltés magas volt, az árok meg mély „Digul era înalt, iar șanțul – adânc”, A felnőttek beszélgettek, a gyerekek pedig játszottak „Adulții stăteau de vorbă, iar copiii se jucau”, Minden idejét és tudását a vállalat fellendítésére fordította; a vállalat viszont nem törődött vele „Își consacra tot timpul și toată priceperea avântului întreprinderii, însă întreprinderii nu-i păsa de el/ea”.